# Крестьянский герб

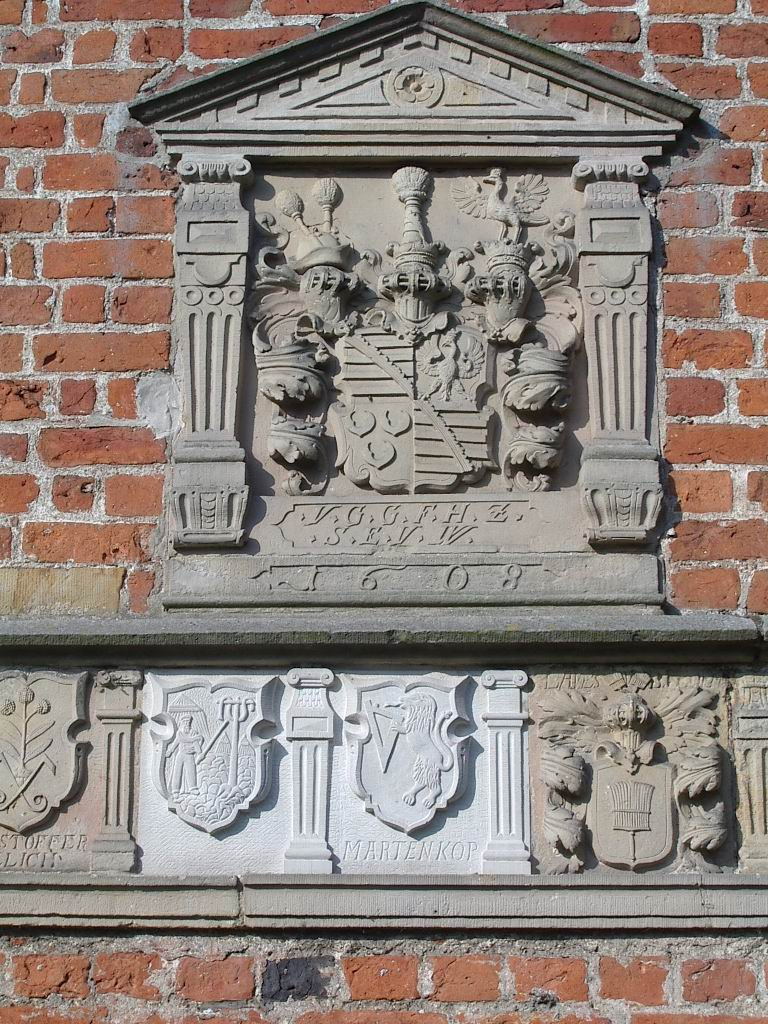
Барельефы крестьянских гербов на фасаде церкви в Людингворте (исторический район города Куксхафен, Нижняя Саксония)

Крестья́нский герб — фамильный, родовой или частный и индивидуальный геральдический символ (предмет) в форме и/или виде герба знатного крестьянского сословия. Предполагается, что крестьянские гербы появились не позднее XV века: чаще всего в качестве личного, а не родового знака.

## Распространение
Крестьянский герб, хотя и редко, но употребляемый в странах с существовавшим слоем зажиточных и свободных крестьян или однодворцев, проживавших в Швейцарии, на некоторых землях Германии (как Фрисландия, Нижняя Саксония), в Нидерландах. Имелись крестьянские гербы в Померании, и с особенностями геральдических правил — в Португалии.

## Характерные особенности
Как и в иных странах, в Португалии крестьянские семьи также имели право на пользование родовыми, фамильными или индивидуальными гербами, но если они не использовали золота и серебра в инкрустации и эмалях своих гербов. Обычно геральдические символы крестьянских гербов отражали сельскохозяйственные или животноводческие предметы в виде своеобразных эмблем — плуга, косы, садового ножа, граблей и тому подобные графические или художественные изображения, как и — сцены своей жизнедеятельности и бизнеса. Также в символических гербах крестьянских семей могло использоваться старинное потомственное тавро или клеймо рода, которое располагалось и на щите герба.

## Использование
Крестьянские гербы регистрировались не только в качестве отличительного родового символа одного из глав семьи и его потомков, но и для практических целей — в отсутствии нумерации зданий и улиц населённых пунктов, а также — в качестве «торгового знака» с виде изображения и/или в форме штампа или печати, которые иногда выдавали вместе с гербовой грамотой.